# Pedicelo (arácnidos)
En algunos grupos de arácnidos (amblipigios, palpígrados, arañas) se llama pedicelo o pedículo al primer segmento del opistosoma, que es muy corto y delgado, y une el prosoma al opistosoma.
El pedicelo es muy flexible, lo que permite que las arañas puedan mover el abdomen en todas las direcciones y, así, por ejemplo, hacer girar las sedas sin mover el cefalotórax. Esta cintura es el somito pregenital, y se perdió en la mayoría de los miembros de los arácnidos (en los escorpiones solo se puede ver en los embriones).

## Etimología
El término pedicelo es una adaptación del latín científico pedicellus, relacionado con el latín pediculus, 'pié pequeño' (y 'piojo'), diminutivos ambos de pēs, pedis, 'pié'.